# Vert (Yvelines)
Vert (Yvelines) é uma comuna francesa na região administrativa da Île-de-France, no departamento de Yvelines. A comuna possui 768 habitantes segundo o censo de 1990.